# Kempton, Illinois
Kempton är en ort i Ford County i delstaten Illinois, USA.